# Abigail Johnston
Abigail "Abby" Louise Johnston (16 de novembre de 1989 a Upper Arlington, Ohio) és una bussejadora nord-americana. En els Jocs Olímpics de 2012, va guanyar una medalla de plata en el sincronitzat en trampolí de 3 metres femení amb la seva companya Kelci Bryant.

## Vida personal
Johnston és la filla de David i Elaine Johnston. Ella té dues germanes, Adrienne i Leah. És una estudiant de pre-medicina a la Universitat de Duke.